# OGLE-2003-BLG-235Lb
OGLE-2003-BLG-235Lb es un planeta extrasolar, que orbita la estrella OGLE-2003-BLG-235L en la consteación de Sagitario, a unos 19.000 años luz de distancia.
Fue descubierto en 2004 por el equipo OGLE en colaboración con el equipo *MOA, grupo "Microlonsing Observations in Astrophysics", por lo que también se lo denomina MOA 2003-BLG-53Lb, e incluso OGLE-2003-BLG-235Lb/MOA 2003-BLG-53Lb. Su masa, cercana a 2.6 veces la de Júpiter, indica que probablemente se trata de un gigante gaseoso, similar en composición a los planetas exteriores de nuestro Sistema solar. Orbita su estrella a unas 4,3 UA.
Fue descubierto durante una búsqueda de materia oscura, gracias a un evento de microlente gravitacional, que solo podía ser explicado si la estrella lente poseía un acompañante de 0.00039 veces su masa.
El método de detección de exoplanetas por medio de microlentes gravitatorias, aunque solo ha logrado encontrar media docena de planetas, es una herramienta poderosa en la búsqueda planetaria, pues permite la detección de planetas con orbitales más prolongados y masas más pequeñas que otros métodos.